# José de Jesús Conejo Amador
José de Jesús Conejo Amador (San José, 20 de abril de 1943 - Santa Ana, 23 de marzo de 2010) fue un diplomático costarricense.

## Biografía
Cursó estudios secundarios en el colegio Metodista de San José, y se graduó de Licenciado en Derecho en la Facultad de Derecho de la Universidad de Costa Rica. Ingresó al servicio diplomático de Costa Rica el 8 de agosto de 1969. Desempeñó cargos diplomáticos en la sede central del Ministerio de Relaciones Exteriores y en los Países Bajos y la República Federal de Alemania. Posteriormente fue Subdirector de Coordinación Económica, director general de Política Exterior (1990-1992), Embajador en Barbados (1992-1996), Embajador en Jamaica (1996-1998), Embajador en los Países Bajos (1998-2001), Director de Servicio Exterior (2001-2002) y Embajador en El Salvador (2002-2006). Se jubiló en 2006.
Fue casado con Katheryn Jend (fallecida en 2003) con quien tuvo un hijo, Francisco José.